# كأس السوبر الإسباني 2026
كأس السوبر الإسباني 2026 (بالإسبانية: Supercopa de España 2026) هي النسخة الثانية والأربعون من مسابقة كأس السوبر الإسباني التي ينظمها الاتحاد الإسباني لكرة القدم. من المقرر أن تُقام البطولة في مدينة جدة، المملكة العربية السعودية.

## الفرق المتأهلة
ستشارك في البطولة أربعة فرق، وهي: برشلونة، ريال مدريد، أتلتيكو مدريد، أتلتيك بيلباو.
وبحسب لوائح الاتحاد الإسباني لكرة القدم، فإن نظام التأهل إلى كأس السوبر الإسباني ينص على مشاركة بطل الدوري الإسباني ووصيفه، بالإضافة إلى بطل كأس ملك إسبانيا ووصيفه. إلا أن نسخة هذا الموسم شهدت حالة استثنائية، حيث احتل كل من برشلونة وريال مدريد المركزين الأول والثاني في الدوري الإسباني 2024–25، كما تأهل كلاهما إلى نهائي كأس ملك إسبانيا في نفس الموسم. وبناءً على لائحة البطولة، ففي هذه الحالة يتم إكمال الفريقين المتبقيين بأصحاب المركزين الثالث والرابع في الدوري.
وعليه، تأهل نادي برشلونة إلى كأس السوبر بصفته بطل الدوري الإسباني 2024–25، وريال مدريد كوصيف للدوري، بينما تأهل أتلتيكو مدريد وأتلتيك بيلباو بعد احتلالهما المركزين الثالث والرابع على التوالي في جدول الدوري.
| فريق          | طريقة التأهيل                | الظهور | آخر ظهور                             | الأداء السابق | الأداء السابق | الأداء السابق |
| فريق          | طريقة التأهيل                | الظهور | آخر ظهور                             | الفوز         | الوصيف        | نصف النهائي   |
| ------------- | ---------------------------- | ------ | ------------------------------------ | ------------- | ------------- | ------------- |
| برشلونة       | بطل الدوري الإسباني 2024–25  | 30     | بطل كأس السوبر الإسباني 2025         | 15            | 12            | 2             |
| ريال مدريد    | وصيف الدوري الإسباني 2024–25 | 22     | وصيف كأس السوبر الإسباني 2025        | 13            | 7             | 1             |
| أتلتيكو مدريد | ثالث الدوري الإسباني 2024–25 | 10     | نصف النهائي كأس السوبر الإسباني 2024 | 2             | 5             | 2             |
| أتلتيك بيلباو | رابع الدوري الإسباني 2024–25 | 8      | نصف النهائي كأس السوبر الإسباني 2025 | 3             | 3             | 1             |

## المكان
ستقام المباريات الثلاث على ملعب الإنماء في جدة، المملكة العربية السعودية.
| جدة موقع المدينة المضيفة لكأس السوبر الإسباني 2026. | المدينة       | الملعب       |
| --------------------------------------------------- | ------------- | ------------ |
| جدة موقع المدينة المضيفة لكأس السوبر الإسباني 2026. | جدة           | ملعب الإنماء |
| جدة موقع المدينة المضيفة لكأس السوبر الإسباني 2026. |               |              |
| جدة موقع المدينة المضيفة لكأس السوبر الإسباني 2026. | السعة: 62,345 |              |

## المباريات
- الأوقات المذكورة هي توقيت السعودية (UTC+3).

### القوس
|  | نصف النهائي      | نصف النهائي |  |  | النهائي | النهائي |
|  |                  |             |  |  |         |         |
|  | جدة، لم يُحدد بعد |             |  |  |         |         |
|  |                  |             |  |  |         |         |
|  | أتلتيكو مدريد    |             |  |  |         |         |
|  | جدة، لم يُحدد بعد |             |  |  |         |         |
|  | ريال مدريد       |             |  |  |         |         |
|  |                  |             |  |  |         |         |
|  | جدة، لم يُحدد بعد |             |  |  |         |         |
|  |                  |             |  |  |         |         |
|  | برشلونة          |             |  |  |         |         |
|  |                  |             |  |  |         |         |
|  | أثلتيك بلباو     |             |  |  |         |         |
|  |                  |             |  |  |         |         |